# Schanghai (Band)

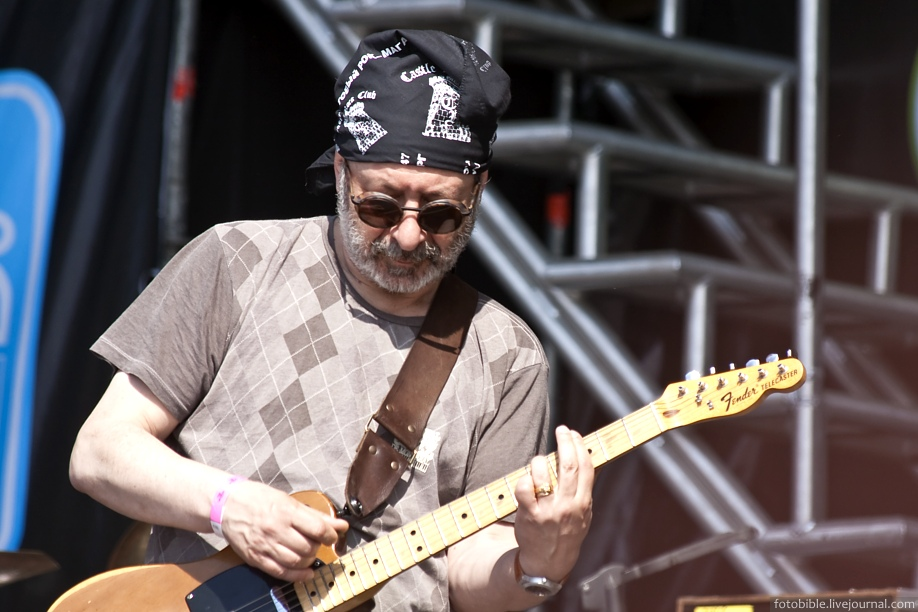
Jewgeni Margulis, 2010

Schanghai (russisch Шанхай Schanchai) war eine Rockgruppe, die 1988 in der Sowjetunion aus der  Band Nautilus hervorging.

## Geschichte
Jewgeni Margulis, der zusammen mit Sergei Kawagoe Nautilus gegründet hatte, durfte in der Sowjetunion bereits seit 1982 nicht mehr öffentlich auftreten. Um die Auftritts- und Produktionsmöglichkeiten der Gruppe nicht zu gefährden, zog Margulis sich daher zurück. Ohne ihn als treibende Kraft und musikalischen Kopf zerfiel die Gruppe jedoch sehr schnell. Margulis erhielt die Möglichkeit, als Mitglied der Begleitband von Juri Antonow, Aerobus, das offizielle Auftrittsverbot zu unterlaufen. Mit dem Amtsantritt von Michail Gorbatschow änderten sich mit dem Beginn der Perestroika die Auftrittsmöglichkeiten für sowjetische Rockmusiker radikal, so dass Margulis und Kawagoe Nautilus wiederbelebten. Während der Tour 1985 wurde jedoch die Namensähnlichkeit mit der Gruppe Nautilus Pompilius zunehmend zum Problem, so dass auch die Reinkarnation von Nautilus nur von kurzer Dauer war.
Margulis selbst orientierte sich immer stärker am Blues. Er baute daher die Besetzung von Nautilus entsprechend um, letztendlich blieben von der Ursprungsbesetzung nur er und Dmitri Rybakow. Die Gruppe begann 1988 mit einer Tour durch die zerfallende Sowjetunion. Mittlerweile war jedoch die sowjetische Rockmusik sehr stark durch Heavy Metal geprägt, was auch den damaligen Geschmack des Publikums traf. Für Shanghai blieben damit der kommerzielle und künstlerische Erfolg aus, so dass Margulis die Band 1989 endgültig auflöste und sich zunächst Soloprojekten widmete.
Trotz ihrer kurzen Lebensdauer erfreuen sich einige Produktionen von Schanghai großer Beliebtheit, so der Schanghai-Blues, Письма (deutsch: „Briefe“), Дороги наши разошлись (deutsch: „Unsere Wege trennten sich“) und До свиданья, друг (deutsch: „Auf Wiedersehen, Freund“).

## Diskografie
- 1989: Шанхай (dt. „Schanghai“)
- 1995: До свидания, друг! (Do swidanija, drug!, dt. „Auf Wiedersehen, Freund!“)